# Oferta y demanda

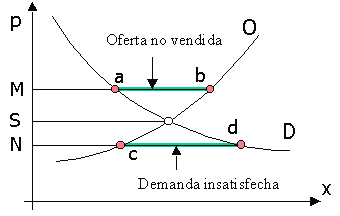
Diagrama básico de la oferta y la demanda en un mercado de un solo producto. Se admite que existen dos curvas: la de demanda, que predice qué cantidad de producto comprarán los consumidores para un determinado precio del producto; y la de oferta, que predice cuánto producto será puesto a la venta para un determinado precio de venta. El punto de corte entre las líneas hacen ver lo que el trabajo ha producido a nivel estructural.

La ley de la oferta y demanda es un modelo económico básico postulado para la formación de precios de mercado de los bienes nacido de la escuela neoclásica, usado para explicar una gran variedad de fenómenos y procesos tanto macro como microeconómicos. Además sirve como base para otras teorías y modelos económicos.

## Formulación básica
El modelo en su versión más sencilla se basa en la relación entre el precio de un bien y las ventas del mismo, y asume que en un mercado de competencia perfecta, el precio de mercado se establecerá en un punto —llamado punto de equilibrioprecio— en el cual se produce un vaciamiento del mercado, es decir, todo lo producido se vende y no queda demanda insatisfecha. El postulado de la oferta y la demanda implica tres leyes:
1. Cuando, al precio corriente, la demanda excede la oferta, aumenta el precio. Inversamente, cuando la oferta excede la demanda, disminuye el precio.
2. Un aumento en el precio, disminuye tarde o temprano la demanda y aumenta la oferta. Inversamente, una disminución en el precio, aumenta tarde o temprano la demanda y disminuye la oferta.
3. El precio tiende al nivel en el cual la demanda iguala la oferta.

En economía, el modelo generalmente se usa en conjunto con el tanteo walrasiano.
Naturalmente cuando falla alguno de los supuestos del comportamiento observado y el predicho resultan algo discrepantes. Se han intentado versiones más complicadas del modelo substituyendo los supuestos básicos por otros lógicamente menos restrictivos, pero en esos casos el modelo puede llegar a ser notoriamente más complicado. Como sucede en la teoría del oligopolio, por ejemplo.

### Orígenes del modelo

Tijeras de Marshall: * P = precio
- Q = cantidad producida
- D (línea azul) = demanda
- S (línea roja) = oferta

A pesar de que el modelo es generalmente atribuido a Alfred Marshall (debido a que ese autor formalizó, analizó y extendió su aplicación), el origen del concepto es anterior. La expresión "oferta" y "demanda" fue acuñada por James Steuart Denham en su obra Estudio de los principios de la economía política, publicada en 1767. Adam Smith usó esta frase en su libro de 1776 La riqueza de las naciones, y David Ricardo, en su libro Principios de economía política y tributación de 1817, tituló un capítulo "Influencia de la demanda y la oferta en el precio". Fue explicada en 1730 por el economista irlandés Richard Cantillón, en su Ensayo sobre la naturaleza del comercio en general en el capítulo II de la segunda parte.
En La riqueza de las naciones, Smith asume, en general, que la demanda es relativamente fija en el plazo corto y mediano (dependiendo últimamente de la cantidad de personas), y que, consecuentemente, es únicamente la oferta la que hace que el precio suba o baje. Conviene recordar que en aquellos tiempos las empresas eran pequeñas, y solo podían contribuir, cada una, fraccionalmente a satisfacer la demanda. Esto, junto a la existencia de libre competencia, hacia que los precios de mercados disminuyeran al máximo posible, tendiendo al costo de producción, el que, a su vez, depende de consideraciones técnicas, no de la demanda.
David Ricardo va aún más lejos afirmando: «Por abundante que sea la demanda, nunca puede elevar permanentemente el precio de una mercancía sobre los gastos de su producción, incluyendo en ese gasto la ganancia de los productores. Parece natural por lo tanto buscar la causa de la variación del precio permanente en los gastos de producción. Disminúyase esos y (el precio de) la mercadería debe finalmente decaer, auméntense y seguramente subirán. ¿Qué tiene todo eso que ver con la demanda?».
Durante los últimos años del siglo XIX surgió la escuela de pensamiento marginal. Este campo fue iniciado por Stanley Jevons, Carl Menger y Léon Walras. La idea principal es que el precio se establecía a partir de la demanda: los consumidores solo pagan lo que consideran adecuado por la utilidad que perciben recibirán de los bienes, cualquiera sea el costo de producción. Esto fue un cambio sustancial respecto a las ideas de Adam Smith sobre la determinación del precio de venta.

Este modelo fue criticado más tarde por Alfred Marshall en su Principios de economía. Marshall reintroduce a la visión marginalista, a través de la metáfora conocida como las tijeras de Marshall, la consideración del efecto de la oferta, formalizando el modelo de la oferta y la demanda.
Podríamos con la misma sensatez discutir acerca de si es la hoja superior o la inferior de una tijera la que corta un pedazo de papel que si el valor está controlado por la utilidad o por el coste de producción.
Desde finales del siglo XIX, esta teoría de la oferta y la demanda se ha mantenido prácticamente inamovible. La mayoría de los estudios posteriores se han centrado en buscar adecuar el modelo a situaciones más reales, incorporando aspectos tales como los costes de transacción, la racionalidad limitada o incluso el principio de no racionalidad, etc. basados en la percepción que es el caso que la situación real del mercado corresponde a una de competencia imperfecta.
Por ejemplo —desde las primeras décadas del siglo XX— una variedad de autores, tales como Joan Robinson, Edward Hastings Chamberlin; Heinrich Freiherr von Stackelberg, Jan Tinbergen, Wassily Leontief, etc., introdujeron una serie de adecuaciones o modificaciones parciales a la formalización de Marshall. (ver oligopolio y oligopsonio, Teoría de la Competencia monopolística, Competencia de Stackelberg; Teorema de la telaraña, etc.).

## Teoría fundamental

Excedente de los consumidores y los productores en el punto de equilibrio para las curvas de oferta y demanda.

El modelo establece que en un mercado libre, la cantidad de productos ofrecidos por los productores y la cantidad de productos demandados por los consumidores dependen del precio de mercado del producto.
La ley de la oferta indica que la oferta es directamente proporcional al precio; cuanto más alto sea el precio del producto, más unidades se ofrecerán a la venta. Por el contrario, la ley de la demanda indica que la demanda es inversamente proporcional al precio; cuanto más alto sea el precio, menos demandarán los consumidores. Por tanto, la oferta y la demanda hacen variar el precio del bien.
Según la ley de la oferta y la demanda, y asumiendo esa competencia perfecta, el precio de un bien se sitúa en la intersección de las curvas de oferta y demanda. Si el precio de un bien está demasiado bajo y los consumidores demandan más de lo que los productores pueden poner en el mercado, se produce una situación de escasez, y por tanto los consumidores estarán dispuestos a pagar más. Los productores subirán los precios hasta que se alcance el nivel al cual los consumidores no estén dispuestos a comprar más si sigue subiendo el precio. En la situación inversa, si el precio de un bien es demasiado alto y los consumidores no están dispuestos a pagarlo, la tendencia será a que baje el precio, hasta que se llegue al nivel al cual los consumidores acepten el precio y se pueda vender todo lo que se produce.

### La curva de oferta
La segunda ley enunciada (ver II arriba) establece que, ante un aumento en el precio de un bien, y asumiendo un mercado competitivo, la cantidad ofrecida de ese bien va a ser mayor; es decir, los productores de bienes y servicios aumentarán la producción. Esto es generalmente referido como “Ley de la oferta”.

Curva de oferta típica.

Lo anterior es conceptualizado en la curva de oferta, que es la representación gráfica de la relación –o elasticidad– existente entre el precio de un bien y la cantidad ofrecida del mismo.
La pendiente de esta curva determina cómo aumenta o disminuye la cantidad ofrecida de un bien ante una disminución o un aumento del precio del mismo. Se denomina elasticidad precio de la oferta al grado de variación de la cantidad ofrecida a una modificación en el precio. Esta va desde una respuesta totalmente inelástica (línea vertical) significando que la producción no responde a cambios en precios a una totalmente elástica (línea horizontal), significando qué cambios en la producción son mayores qué cambios en los precios.
Las determinantes de esa elasticidad incluyen: facilidad o no de adquirir Insumos. Existencia o no de capacidad excesiva de producción y/o inventarios acumulados. Complejidad del proceso de producción, o relativa dificultad de implementar extensiones o modificaciones a ese proceso, incluyendo el tiempo y costo necesario para implementar esas modificaciones. Consideraciones más generales acerca de la posición de la empresa en relación con el mercado, incluyendo posible conveniencia de simplemente tomar ventaja del aumento de precios, etc.
Debido a que la oferta es proporcional al precio, las curvas de oferta son, generalmente pero no siempre, crecientes.
Además, y debido a la ley de los rendimientos decrecientes, la pendiente de una curva de oferta puede ser decreciente (es decir, suele ser una función cóncava), aunque no necesariamente. Un ejemplo es la curva de oferta del mercado laboral. Generalmente, cuando el salario de un trabajador aumenta, este está dispuesto a ofrecer un mayor número de horas de trabajo, debido a que un sueldo más elevado incrementa la utilidad marginal del trabajo (e incrementa el coste de oportunidad de no trabajar). Pero cuando dicha remuneración alcanza ciertos niveles, el trabajador puede experimentar la ley de los rendimientos decrecientes en relación con su paga. La cantidad de dinero que está ganando hará que otro aumento de sueldo tenga poco valor para él. Por tanto, a partir de ese punto podría dedicar menos horas al trabajo a medida que aumente el salario, decidiendo invertir su tiempo en ocio. Encontramos un ejemplo de esto en los sueldos de los miembros de los Consejo de administración. Mientras es relativamente fácil motivar a trabajadores manuales o profesionales a trabajar horas extras, es difícil motivar a los miembros de esos consejos, cuyas “horas de trabajo” generalmente van desde una reunión (matinal o de tarde) una vez al mes a cinco o seis, o incluso una o dos veces al año con salarios que van desde, para empresas pequeñas, “un salario de retención” de entre 5000 a 10 000 dólares anuales y “bonos de asistencia” entre 500 y 2000 por cada reunión que se asista, más “reembolsamiento” por "gastos de viaje", etc, a salarios tales los 250 000 libras esterlinas anuales (el menor entre los directores del grupo bancario Barclays), el cual, sin embargo, es aumentado por “pago de buen manejo” (performance related pay) a 10,7 millones de libras esterlinas anuales, eso, sin contar una variedad de bonus por "lograr objetivos", ganancias en "opciones" de acciones, etc. Es fácil ver como remuneraciones a ese nivel no producen la motivación necesaria para desempeñar funciones con la debida atención, lo que terminó en la Crisis económica de 2008-2011.
Este tipo de curvas de oferta ha sido observado también en otros mercados, como el del petróleo: después del récord del precio provocado por la crisis de 1973, los EE. UU. disminuyeron su producción de petróleo.

### La curva de la demanda
La curva de demanda representa la relación entre la cantidad de un bien o conjunto de bienes y servicios que los consumidores desean y están dispuestos a comprar en relación con el precio del mismo, suponiendo que el resto de los factores se mantienen constantes. La curva de demanda es por lo general decreciente, es decir, a mayor precio, los consumidores comprarán menos. Esto es generalmente conocido como la “ley de la demanda”.

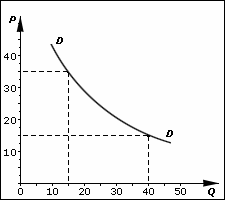
Curva típica de demanda.

Los determinantes de la demanda de un individuo son el precio del bien, el nivel de renta, los gustos personales, el precio de los bienes sustitutivos, y el precio de los bienes complementarios.
La pendiente y forma de la curva de la demanda representa la Elasticidad precio de la demanda, con extremos en una línea vertical (demanda inelástica, representando el caso en el cual el cambio en la demanda es menor que el cambio en los precios) y una línea horizontal, o demanda elástica, con cambios en demanda superiores a los cambios en los precios (por ejemplo, en un mercado perfectamente competitivo, el aumento de precios por una empresa puede llevar a que esa empresa pierda todo sus ventas).
Como se ha dicho antes, la curva de demanda es casi siempre decreciente. Pero hay algunos ejemplos de bienes que tienen curvas de demanda crecientes. Un bien cuya curva de demanda es creciente se conoce ya sea como un bien de Veblen o bien de lujo; o como un bien de Giffen o un bien inferior. El ejemplo clásico de estos últimos, proveído por Alfred Marshall son los alimentos básicos, cuya demanda viene definida por la pobreza, que no permite a sus consumidores consumir comida de mejor calidad. Según aumenta los precios ya sea de alimentos o generales, los consumidores no se pueden permitir adquirir otros tipos de alimentos, por lo que tienen que aumentar su consumo de alimentos básicos.

### Cambios en la demanda y cantidad demandada

El gráfico muestra un incremento de la demanda desde D_{1} hasta D_{2}, provocando un aumento del precio y de la cantidad producida.

El precio de un producto del mercado está determinado por un equilibrio entre la oferta (lo que se está dispuesto a producir a un precio determinado) y la demanda (lo que se desea comprar a un precio determinado). El gráfico muestra un incremento de la demanda desde D1 hasta D2, provocando un aumento del precio y de la cantidad producida relativas.
Cuanto más gente desea algo, la cantidad exigida en todos los precios tenderá a aumentar. Esto es un aumento en la demanda.
La demanda creciente se puede representar en el gráfico como la curva a la derecha, porque en cada punto del precio, se exige una mayor cantidad.
Este aumento en demanda hace que la curva inicial D1 se desplace a la nueva curva D2. Esto sube el precio de equilibrio de P1 al P2.
Esto levanta la cantidad del equilibrio de Q1 a Q2. Inversamente, si la demanda disminuye, pasa lo contrario, se va de la curva D2 a D1.
La demanda es lo que desea el consumidor, cuando sube la demanda aumentan los precios. EJ: la demanda de helados en un día común y corriente puede ser 40 unidades, pero en día de calor la demanda de helados puede ser 100, esto es porque hay más personas que desean consumir helados debido al calor, aun cuando el precio del helado no ha variado. Pero como aumenta la demanda de helados lo más probable es que este suba su precio.
La cantidad demandada es lo que se está dispuesto a consumir a un precio determinado EJ: si se tienen 30 dólares y el helado vale 15 dólares, la cantidad demandada a ese precio será de dos helados, pero, si el precio del helado disminuye a 10 dólares ahora habrá un aumento en la cantidad demandada ya que ahora se podrán consumir tres helados (uno más que antes): la cantidad demanda aumentó porque disminuyó el precio.
Resumiendo: si aumenta la demanda, suben los precios y, por lo tanto disminuye la cantidad demandada. De forma contraria, si disminuye la demanda bajan los precios y aumenta la cantidad demandada.

### Ejemplo: oferta y demanda en una economía de 6 personas
El modelo de oferta y demanda se puede estudiar mediante individuos que interactúan en un mercado. Supóngase una economía simplificada en la que participan los seis individuos siguientes:
- Alicia está dispuesta a pagar 10 euros por una habitación.
- Fernando está dispuesto a pagar 20 euros por una habitación.
- Cristina está dispuesta a pagar 30 euros por una habitación.
- Nuestra empresa está dispuesta a ofrecer una habitación por 5 euros
- Hoteles Place está dispuesta a ofrecer una habitación por 15 euros
- Hoteles Master está dispuesto a ofrecer una habitación por 25 euros.

Hay muchas transacciones posibles que agradarían a las dos personas implicadas, pero no todas ellas sucederán. Por ejemplo, hoteles Place y Master estarían interesados en hacer su negocio a cualquier precio entre 25 y 30. Si el precio fuese superior a 30, Cristina no estaría interesada, ya que es un precio demasiado alto. Si el precio bajara de 25, entonces sería Hoteles Master al que no le satisfaría la transacción. Sin embargo, Cristina descubrirá que hay otros productores en el mercado que están dispuestos a vender por debajo de 25, con lo cual no negociará con Fernando. En un mercado eficiente, cada vendedor percibirá el precio más alto posible, y cada comprador pagará el precio más bajo posible.
Imagínese que Cristina y hoteles Master están discutiendo sobre el precio. Hoteles Master ofrece un alquiler por 25. Antes de que Cristina lo acepte, hoteles Place lo ofrece por 24. Fernando no está dispuesto a vender a 24, así que se retira. En ese instante, nuestra empresa se ofrece por 12. Place obviamente no va a vender a ese precio, con lo que parece que la venta está decidida. Sin embargo, aparece Fernando y ofrece 14, pero solo una persona está dispuesta a vender a ese precio (nuestra empresa). Cristina se entera y como no quiere perder esta gran oportunidad, ofrece 16 a nuestra empresa por habitación. Ahora Place también está dispuesta a vender, con lo cual tenemos dos compradores y dos vendedores a ese precio (nótese que podría haberse establecido cualquier precio entre 15 y 20). Aquí parece que los cuatro están de acuerdo. Pero ¿qué ocurre con Hoteles Master y Alicia? Ambos no están dispuestos a negociar entre ellos, debido a que Alicia solo está dispuesta a pagar 10 y hoteles Master no desea aceptar nada por debajo de 25. Alicia no puede mejorar las ofertas de Fernando y Cristina para comprar a nuestra empresa, con lo cual Alicia no puede negociar con ellos. Master no puede rebajar el precio de venta tanto como nuestra empresa u hoteles Place, con lo cual ahora ya no puede negociar con Cristina. En otras palabras, se ha logrado un punto de equilibrio.

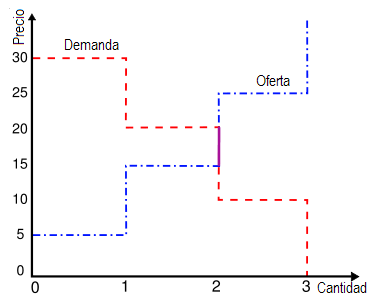
Curvas discretas de oferta y demanda.

Se puede dibujar un gráfico con sendas curvas de oferta y demanda a partir de estos datos.
La demanda sería:
- Una persona está dispuesta a pagar 30 euros (Cristina).
- Dos personas están dispuestas a pagar 20 euros (Cristina y Fernando).
- Tres personas están dispuestas a pagar 10 euros (Cristina, Fernando y Alicia).

La oferta sería en este caso:
- Una persona está dispuesta a alquilar por 5 euros (nuestra empresa).
- Dos personas están dispuestas a alquilar por 15 euros (nuestra empresa y hoteles Place).
- Tres personas están dispuestas a alquilar por 25 euros (nuestra empresa, hoteles Place y hoteles Master).

La oferta y la demanda coinciden cuando la cantidad negociada son dos habitaciones y el precio se establece entre 15 y 20. Tanto si nuestra empresa vende a Cristina, y Place a Fernando, o bien si nuestra empresa vende a Fernando, y Place vende a Cristina, se podrá llegar a un acuerdo. Sin embargo el precio exacto acordado no puede determinarse. Esta es la única limitación de este modelo simplificado. Si se traslada este ejemplo a un mercado de competencia perfecta, con suficientes participantes, entonces el precio sí que se podría establecer de forma exacta. Por ejemplo, si la última transacción se hizo entre alguien que estaba dispuesto a vender a 15.50 y alguien dispuesto a pagar 15.51, entonces el precio podría determinarse con una precisión de un céntimo. Cuantos más participantes entren en el mercado, más probable será que se encuentre un precio lo más cercano al punto de equilibrio.
Esta simplificación muestra cómo el precio de equilibrio y la cantidad pueden determinarse fácilmente mediante una situación fácil de entender. Los resultados son similares a los que se obtienen cuando se considera que el número de participantes es ilimitado y otros supuestos establecidos por los mercados de competencia perfecta.

## Generalizaciones
- El modelo anteriormente descrito solo describe un mercado perfectamente competitivo con un único producto. En una economía real existen numerosos productos algunos de los cuales son bienes complementarios entre sí, otros son bienes sustitutivos entre sí, etc. Además es necesario incorporar al modelo la renta disponible de los consumidores. En un modelo con n productos no existe una curva de demanda sino que debe hablarse de una hipersuperficie (2n-1)-dimensional que representa la demanda conjunta de bienes y los posibles conjuntos de indiferencia. Por otra parte deberán existir n hipersuperficies que representen las ofertas de cada uno de los productos. Todas estas hipersuperficies bajo hipótesis similares a las planteadas para un mercado de un producto se intersecarían en un único punto, que permitiría predecir los precios de los n productos y las cantidades consumidas de cada uno.
- Existen modelos que incorporan el tiempo y asumen que no existe ajuste instantáneo de la oferta y la demanda, dependiendo del modelo los precios pueden fluctuar pero no está claro que bajo cualquier condición converjan a unos precios estables.

## Críticas y limitaciones del modelo
El modelo de Marshall se sustenta en varios supuestos sin los cuales, se sugiere, carece de validez. Estos supuestos pueden ser resumidos de la siguiente manera:
- Existencia de "curvas" de demanda. Se asume que existe una curva de demanda definida que se mantiene estable durante un período más o menos largo. Esto requiere por ejemplo que el consumidor planifique de antemano cómo va a distribuir su ingreso entre diferentes productos y que tenga unas preferencias o necesidades estables. Si el consumidor compra ciertos productos solo si los encuentra por casualidad en un comercio o por imitación caprichosa de otros, entonces no existe planificación ni maximización de la utilidad y por tanto no hay una curva definida de antemano. Conductas psicológicas como el consumo compulsivo anulan la posibilidad de que un consumidor tenga una curva de demanda bien definida.
- Existencia de "curvas" de oferta, cuya deducción se sustenta básicamente en costes medios y costes marginales, se asume por tanto que la oferta es constreñida solo por la existencia (cantidad) de recursos económicos. Si la producción requiere de ciertos recursos que pueden estar temporalmente no disponible, existen tiempos largos de producción o no se conocen con precisión las demandas previstas puede haber excedentes temporales o escaseces que de todas maneras no alteren el precio (a corto plazo).
- Existencia de equilibrio general, se asume la existencia de un estado de equilibrio económico o una situación muy cercana al equilibrio. Se asume que no existen obstáculos para la adquisición o distribución de productos y se acepta que el factor tiempo es poco importante reaccionando la cantidad ofrecida de manera casi instantánea a la cantidad demandada.
- Conocimiento perfecto, se asume que es posible obtener los datos económicos necesarios para efectuar el cálculo requerido tanto para sugerir a nivel teórico el modelo como para derivar a nivel práctico sugerencias de acción.
- Competencia perfecta, se asume un mercado en competencia perfecta, con acceso general a información.
- Independencia de la oferta y la demanda, se asume que tanto la demanda como la oferta son variables independientes entre sí.

Es muy sencillo dar ejemplos de mercados y situaciones en las que alguno o varios de estos supuestos no se cumplen ni en parte ni en su totalidad. El hecho de que en el mundo real alguna de las condiciones necesarias para que el modelo de oferta y demanda sea válido, han llevado a críticas globales que cuestionan la existencia misma de una posible ley de la oferta y la demanda a las que críticas parciales, que solo cuestionan algunas de sus supuestos y, consecuentemente, adecuan la aplicación y o extensión del modelo.

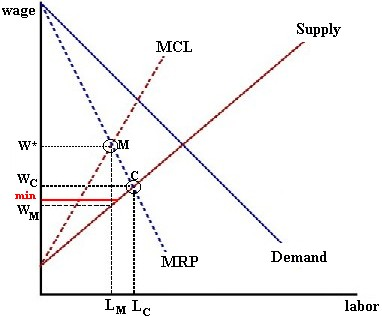
Modificación –de acuerdo a Robinson– de modelo de oferta y demanda en el caso de precios de salarios en mercado monopsonico - Eje vertical (W) salarios, Eje horizontal (L) trabajo. Supply = Línea de oferta promedio de trabajo.- Demand = demanda promedio de trabajo. El empleador monopsonico reduce la cantidad de empleos (Lm más bien que Lc) con el resultado que paga un salario (Wm) inferior al competitivo (Wc), efectivamente creando un nuevo punto de equilibrio (M) –que se encuentra en el cruce de la línea del Costo Marginal del Trabajo (MCL) y el ingreso marginal de la empresa (MRP)–. Eso lleva a un incremento neto (diferencia entre C y M) en la “productividad” o explotación.

Hay una variedad de críticas parciales, que se basan en la percepción que la condición general del mercado no es la de competencia perfecta sino una de competencia imperfecta. Autores tales como Joan Robinson y otros introdujeron el análisis en condiciones de oligopolio y oligopsionio, con teorías y modelos tales como la Teoría de la Competencia monopolística, la Competencia de Stackelberg y el Teorema de la telaraña, etc.
En adición, hay también una variedad de críticas más generales. Así, por ejemplo, el filósofo y sociólogo positivista Émile Durkheim, en su libro 'Las reglas del método sociológico', en el capítulo tres, habla de la creación de leyes en las ciencias sociales y critica el alcance empírico que se le ha dado a la ley de la oferta y la demanda. Durkheim va tan lejos como a sugerir que la oferta y la demanda carece de validez dado que “la celebrada ley de la oferta y la demanda nunca ha sido establecida inductivamente como una expresión de la realidad económica.
Otra aproximación que cuestiona la validez de la propuesta proviene de la escuela austriaca. Desde este punto de vista se ha escrito: “Para Mises, y de acuerdo con la cita que encabeza este artículo, no tiene sentido la construcción de la Ciencia Económica basada en el modelo de equilibrio y en el que se supone que toda la información relevante para construir las correspondientes funciones de oferta y demanda se considera "dada". y “para los austríacos en economía, y a diferencia de lo que sucede en el mundo de la física y de las ciencias naturales, no existen relaciones funcionales (ni, por tanto, funciones de oferta, ni de demanda ni de costes ni de ningún otro tipo).
Desde un punto de vista económico, Piero Sraffa (1926) criticó la inconsistencia (excepto en circunstancias excepcionales, tales como la de competencia perfecta) de la sugerencia de un equilibrio económico y la lógica que lleva a la sugerencia que la curva de oferta tendría una pendiente ascendente en un mercado para bienes de consumo. Esta crítica aún se considera válida desde el punto de vista de la lógica económica. Paul Samuelson, revisando los argumentos, nota:
Lo que una versión modernizada o simplificada del argumento de Piero Sraffa (1926) establece es cuan casi totalmente vacías están todas las categorías (boxes, en el original) del equilibrio parcial de Marshall. Para un purista lógico de la clase de Wittgenstein y Sraffa, la categoría del equilibrio parcial marshalliano de costos constantes está aún más vacía que la categoría de costos incrementales.
El punto central de esta crítica se puede resumir de la siguiente manera: en el modelo “estándar” (marshalliano) de oferta y demanda, las líneas de oferta y demanda se cruzan y se cruzan en un solo punto. Sin embargo el Teorema de Sonnenschein-Mantel-Debreu muestra que eso no es necesariamente el tema. Sigue además que el modelo de oferta y demanda mismo no se puede derivar con rigurosidad del modelo general del equilibrio económico.
Sin embargo, Goodwin, Nelson, Ackerman y Weissskopf sugieren que: “Es importante no poner demasiada confianza en regalices aparentemente precisión de gráficos de oferta y demanda. El análisis de la oferta y la demanda es una herramienta conceptual útil y precisa que gente inteligente han creado para ayudarnos a ganar una comprensión abstracta de un mundo complejo. No nos da -y no se debería esperar que nos diera- en adición una descripción fiel y completa de cualquier mercado del mundo real.”.
Un modelo alternativo posible de establecimiento de precios de mercado se encuentra en el del tanteo walrasiano, el cual, a diferencia del de la oferta y demanda, acomoda fácilmente un rango de precios.

## Oferta y demanda empresariales

### La oferta de la empresa
El segundo elemento constitutivo de la fijación de los precios es la oferta de un bien. La oferta es la cantidad de un bien económico que los productores pondrán en el mercado (dado el nivel de precios y sus costes de producción). En la misma lógica de la demanda, se puede asumir que los productores ofertarán mayor o menor cantidad de producto en función de su precio: a mayor precio ofertarán más cantidad y menos a un precio más reducido.
La elasticidad de la oferta indica el grado de respuesta de la cantidad ofrecida ante cambios en el precio. Su factor condicionante más significativo es el tiempo, del cual se establecen tres variantes:
- En el corto plazo, la empresa no podrá reaccionar aumentando su producción ante las subidas de los precios, ya que lo normal será que no disponga de los recursos necesarios.
- En el medio plazo, quizá no podrá modificar su dimensión, pero sí conseguir una utilización más intensiva de los recursos disponibles.
- A largo plazo podrá modificar su dimensión, lo que le permitirá responder con mayores producciones a los aumentos de precios.

Por consiguiente, a mayor período de tiempo, mayor será la elasticidad de la oferta.
Además del precio existen otros factores que influyen sobre la cantidad ofrecida: los precios de los factores productivos, los costes de producción, el nivel tecnológico, la existencia de productos sustitutivos, la organización del mercado, etc.

### La demanda de la empresa
El concepto de demanda expresa qué cantidades de un bien está dispuesto a adquirir un consumidor a los diferentes precios del mismo. En términos generales se puede establecer que, a menor precio, la cantidad demandada aumentará.
Existen dos excepciones a este supuesto: los bienes de primera necesidad, cuya demanda se verá muy poco afectada por el aumento del precio, y los bienes de lujo, que se demandan sin tener en cuenta su precio. Se puede afirmar que, para los bienes normales, la cantidad demandada guarda una relación específica con su precio: aumenta cuando este disminuye, y disminuye cuando el precio aumenta.

### La elasticidad de la demanda
La cantidad demandada de un bien no siempre responde de forma igual a los cambios en los precios. En algunos casos, una pequeña modificación en el precio da lugar a una alteración significativa en la cantidad demandada, mientras que en otras ocasiones apenas si le afecta.
El concepto de elasticidad-precio de la demanda hace referencia a la sensibilidad de la cantidad demandada ante las variaciones en el precio. En consecuencia, la demanda es elástica si un cambio porcentual en el precio da lugar a un cambio porcentual mayor en la cantidad demandada, inelástica si es menor y unitaria cuando ambas son iguales. 
La recta de la demanda en el gráfico 2 es muy elástica, ya que, como queda expresado gráficamente, un ligero aumento de precio (de p’ a p’’) da lugar a una disminución significativa de la demanda (de q’ a q’’).
Por el contrario, la recta de la demanda B es muy inelástica, ya que el mismo aumento en el precio apenas modifica la cantidad demandada.
La elasticidad-precio de la demanda depende de las siguientes circunstancias:
- Del tipo de bien del que se trate. Un bien de primera necesidad tendrá una demanda muy inelástica.
- De la existencia de bienes sustitutivos. La existencia de otros muchos bienes similares hará a la demanda más elástica con relación a su precio.
- De la parte que representa el consumo de un bien en el total de la renta: la demanda de un bien será más elástica cuanto mayor sea su participación en la renta.
- De la elasticidad-precio de la demanda, que no es igual en todos los puntos de la recta de la demanda, sino que depende de la naturaleza del bien.
- Del tiempo considerado: cuanto mayor sea este, mayor será la respuesta de la cantidad demandada a los cambios en el precio.

La cantidad demandada de un determinado bien no depende únicamente de su precio. Habrán de tenerse en cuenta otros factores que la condicionan, como el precio de los demás bienes, la renta y riqueza del consumidor, los gustos y modas que afectan a sus deseos, los hábitos de consumo y mucho otros factores coyunturales o subjetivos de distinta naturaleza.